# Dongping (köping i Kina, Yunnan)
Dongping (kinesiska: 东坪镇) är en köping i Kina. Den ligger i provinsen Yunnan, i den sydvästra delen av landet, omkring 250 kilometer norr om provinshuvudstaden Kunming. Antalet invånare är 28 149. Befolkningen består av 12 859 kvinnor och 15 290 män. Barn under 15 år utgör 24,0 %, vuxna 15-64 år 67 %, och äldre över 65 år 7,0 %.
Genomsnittlig årsnederbörd är 1 022 millimeter. Den regnigaste månaden är juli, med i genomsnitt 230 mm nederbörd, och den torraste är december, med 5 mm nederbörd.